# Paal (Zelanda)
Paal es una pequeña localidad del municipio de Hulst, en la provincia de Zelanda (Países Bajos). En 2001 contaba con tan sólo 58 habitantes.